# Watertoren (Simpelveld)
De watertoren in Simpelveld is gebouwd in 1929-1930 door aannemer Meijer uit Voerendaal.
De toren heeft een hoogte van 8,85 meter en staat op een verhoogd terrein. Een scheidingswand deelt het reservoir in twee gelijke delen van elk 25 m3. Het ronde waterreservoir heeft een diameter van 5,1 meter.
Een kachel zorgt onder in de toren ervoor dat de toren niet bevriest in de winter. Vroeger werd hier een kolenkachel voor gebruikt. De watertoren is tot 1954 in bedrijf geweest. De watertoren heeft in 2002 een grote onderhoudsbeurt gekregen. De toren wordt nog altijd industrieel gebruikt.
De Watertoren is sinds 2001 een rijksmonument (nr 518643).